# Bom Jesus do Itabapoana
Bom Jesus do Itabapoana es un municipio en el estado brasileño de Río de Janeiro. Tenía una población de 35.411 habitantes em 2010, y tiene un área de 598,8km². 

## Historia
El municipio fue fundado en 1939, después de haber sido separado del municipio de Itaperuna.

## Ubicación
La ciudad está ubicada a 251km de la capital del estado, la ciudad de Río de Janeiro. Sus municipios vecinos son:
- São José do Calçado (ES) – norte
- Bom Jesus do Norte (ES) – norte
- Apiacá (ES) – norte
- Mimoso do Sul (ES) – noreste
- Campos dos Goycatazes – este y sureste
- Itaperuna – sur y suroeste
- Natividade – oeste
- Varre-Sai – noroeste
- Guaçuí (ES)- noroeste